# Terminalia reitzii
Espèce
Statut de conservation UICN

 VU (needs updating) D2 : Vulnérable
Terminalia reitzii est une espèce de plantes à fleurs du genre Terminalia de la famille des Combretaceae. C'est un arbre trouvé au Brésil.

## Répartition
Cette espèce est endémique de l'état de Santa Catarina au Brésil.